# Diocèse anglican de Waiapu

Blason du Diocèse de Waiapu

Le diocèse de Waiapu est créé en 1858. C'est l'un des treize diocèses et Te Pīhopatanga o Te Tairāwhiti (en) de l'Église anglicane d'Aotearoa, Nouvelle-Zélande et Polynésie. Le diocèse couvre la région située sur la côte est de l' île du Nord de la Nouvelle-Zélande, y compris Tauranga, Taupo, Gisborne, Hastings et Napier, ainsi que la Waiapu Valley (en).  Le siège de l'évêché est situé à Waiapu Cathedral of Saint John the Evangelist, Napier (en). 
William Williams est nommé premier évêque de Waiapu. Son fils, Leonard Williams, et son petit-fils,  Herbert Williams, ont également occupé le poste
Andrew Hedge est l'actuel évêque, qui a été installé le 18 octobre 2014, le jour de la Saint-Luc.

## Évêques
- 1859-1876 : William Williams
- 1877-1894 : Edouard Stuart
- 1895-1909 : Léonard Williams
- 1910-1914 : Alfred Averill
- 1914-1929 : William Sedgwick

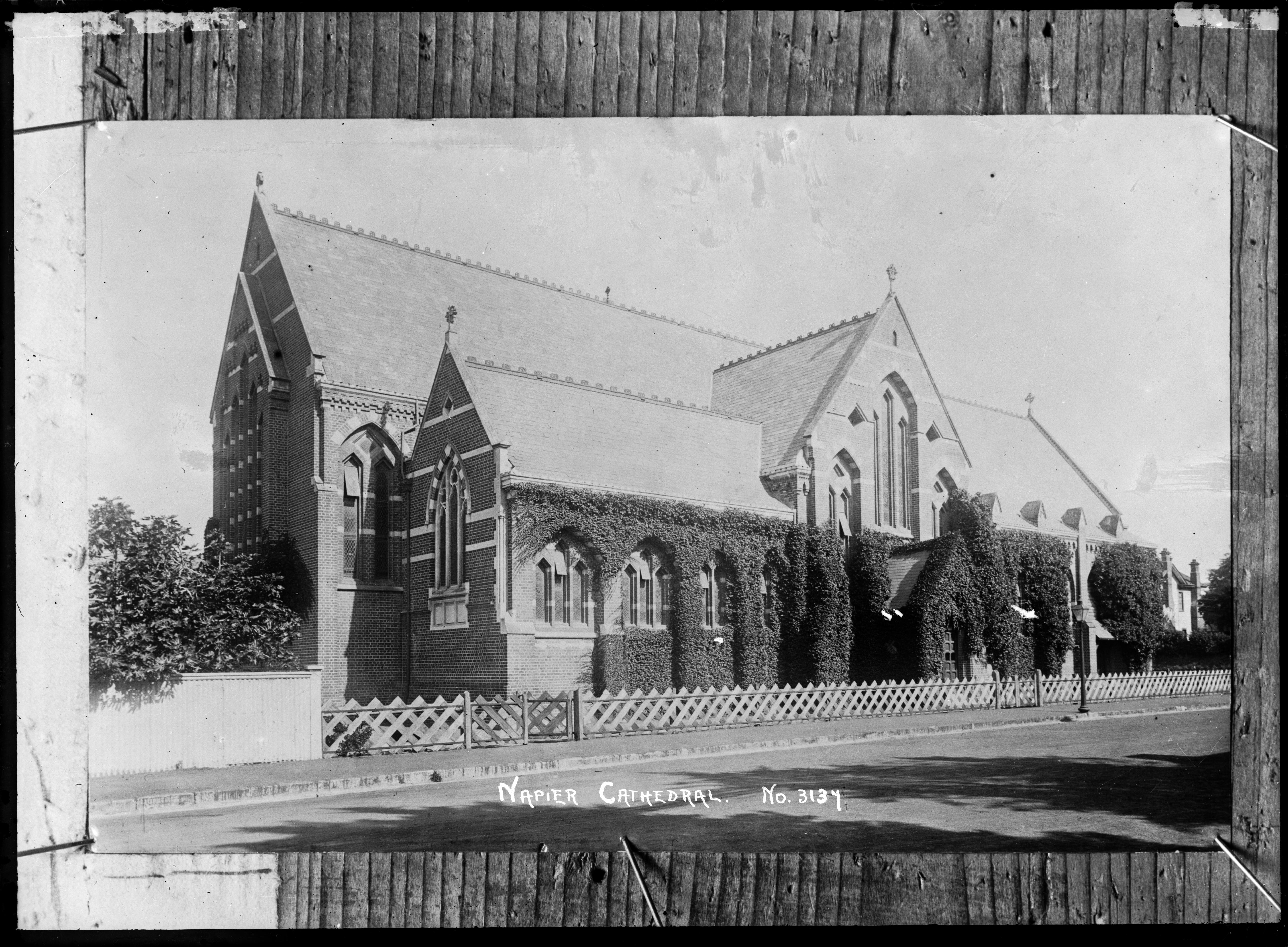
Cathédrale Saint Jean l'Évangéliste, Napier

de 1928 aux années 1970, l' évêque d'Aotearoa fut un évêque suffragant de Waiapu
- 1930-1937 : Herbert Williams
- 1938-1944 : Georges Gérard
- 1945-1946 : George Cruickshank
- 1947-1971 : Norman Lesser (également archevêque de Nouvelle-Zélande à partir de 1961)
- 1971-1979 : Paul Reeves
- 1979-1983 : Ralph Matthews
- 1983-1990 : Peter Atkins
- 1989-2005 : George Connor , évêque adjoint ; Évêque régional dans la baie de l'Abondance"[4]
- 1991-2002 : Murray Mills
- 2002-2008 : John Bluck
- 2008-2014 : David Rice
- 2014-présent : Andrew Hedge

## Archidiacres
En 1866,  deux archidiacres furent nommés:
- Archidiacre de Waiapu [6]:
1862-? : Leonard Williams
David Ruddock

- Archidiacre de Tauranga:
?–1884 (d.) : Alfred Brown
Samuel Williams